# Quisqualis
Quisqualis  es un género  de fanerógamas de la familia Combretaceae. Se encuentra en matorrales o bosques secundarios de las Filipinas, la India y Malasia. Desde entonces se ha cultivado y naturalizado en las regiones tropicales. Comprende 32 especies descritas y de estas, solo 13 aceptadas.

## Descripción
Es una planta leñosa trepadora que alcanza los 2,5 metros a un máximo de 8 metros de altura. Las hojas son elípticas, acuminadas. Tienen de 7 a 15 centímetros y su disposición es alterna. Las flores son olorosas, tubulares y su color varía del blanco al rosado o rojo. El fruto tiene 30 a 35 mm de largo y es elipsoidal con  cinco prominentes alas. El fruto sabe como las almendras cuando madura. 

## Usos
La planta se utiliza principalmente para la medicina tradicional. Decocciones de la raíz, semillas o frutos puede ser utilizado como antihelmíntico o para aliviar la diarrea. Los frutos se utilizan también para luchar contra la nefritis. Las hojas pueden ser utilizadas para aliviar el dolor causado por la fiebre. Las raíces se usan para tratar el reumatismo. 

## Taxonomía
El género fue descrito por Carlos Linneo y publicado en Species Plantarum, Editio Secunda 1: 556. 1762.

## Especies aceptadas
A continuación se brinda un listado de las especies del género Quisqualis aceptadas hasta julio de 2011, ordenadas alfabéticamente. Para cada una se indica el nombre binomial seguido del autor, abreviado según las convenciones y usos. 
- Quisqualis caudata Craib
- Quisqualis conferta (Jack) Exell
- Quisqualis falcata Welw. ex Hiern
- Quisqualis littorea (Engl.) Exell
- Quisqualis malabarica Bedd.
- Quisqualis mussaendiflora (Engl. & Diels) Exell
- Quisqualis parvifolia (Ridl.) Exell
- Quisqualis pellegriniana (Exell) Exell
- Quisqualis pierrei Gagnep.
- Quisqualis prostrata Craib
- Quisqualis sulcata Slooten
- Quisqualis thorelii Exell